# Jarno Janssen
Jarno Janssen (Deurne, 9 de octubre de 1975) es un expiloto de motociclismo neerlandés, que estuvo compitiendo en la categoría de 125 y 250cc del Campeonato del Mundo de Motociclismo entre 1996 y 2003.

## Biografía
Antes de debutar en el Mundial, se centró en los campeonatos neerlandeses de 50 y 125cc y también compitió en el Campeonato europeo en 2001, donde acabó cuarto.
Entre 1996 y 1998 participó en el Mundial únicamente en las Grandes Premios de los Países Bajos a través de wildcar. A partir de 1999 tiene ya una participación continua en el Mundial en la cilindrada de 250cc. Al año siguiente, tiene una esporádica aparición en 500cc pilotando una Honda NSR 500 V2 del equipo Arie Molenaar Racing sustituyendo a Haruchika Aoki. Vuelve a ser piloto titular de 250 en 2002 pero no conisgue puntar e n las primeras carreras por lo que le lleva a no acabar la temporada.
En 2003 vuelve al campeonato Europeo acabando séptimo con 66 puntos y un podio a bordo de una Yamaha.
En 2004, comienza su andadura por el Campeonato Mundial de Supersport. Lo hace con una Suzuki GSX-R 600 del equipo Suzuki Nederland, aunque no puede puntuar en las tres carreras en las que participa. Vuelve a probar suerte en 2005 en la misma competición esta vez como piloto titular. Participa en 10 de las 12 carreras del calendario acabando en el puesto 30 de la general con 6 puntos.

## Resultados por temporada

### Campeonato del Mundo de velocidad
| Año  | Cat.  | Moto      | 1       | 2      | 3      | 4       | 5       | 6       | 7       | 8       | 9       | 10      | 11      | 12      | 13     | 14     | 15      | 16     | Pos. | Pts. |
| ---- | ----- | --------- | ------- | ------ | ------ | ------- | ------- | ------- | ------- | ------- | ------- | ------- | ------- | ------- | ------ | ------ | ------- | ------ | ---- | ---- |
| 1996 | 125cc | Honda     | MAL -   | INA -  | JPN -  | ESP -   | ITA -   | FRA 1   | NED 19  | GER -   | GBR -   | AUT -   | CZE -   | IMO -   | CAT -  | BRA -  | AUS -   |        | 0    | -    |
| 1997 | 125cc | Honda     | MAL -   | JPN -  | ESP -  | ITA -   | AUT -   | FRA Ret | NED Ret | IMO -   | GER -   | BRA -   | GBR -   | CZE -   | CAT -  | INA -  | AUS -   |        | 0    | -    |
| 1998 | 250cc | Honda     | JPN -   | MAL -  | ESP -  | ITA -   | FRA -   | MAD Ret | NED 18  | GBR -   | GER -   | CZE -   | IMO -   | CAT -   | AUS -  | ARG -  |         |        | 0    | -    |
| 1999 | 250cc | TSR Honda | MAL 20  | JPN 19 | ESP 19 | FRA Ret | ITA Ret | CAT 15  | NED 15  | GBR 19  | GER 20  | CZE 18  | IMO Ret | VAL 21  | AUS 18 | RSA 17 | BRA 16  | ARG 16 | 2    | 30.º |
| 2000 | 250cc | TSR Honda | RSA 17  | MAL 16 | JAP 21 | ESP Ret | FRA 17  | ITA Ret | CAT 12  | NED Ret | GBR 17  | ALE Ret | CZE Ret | POR Ret | VAL 24 | RIO 19 | PAC Ret | AUS 22 | 4    | 33.º |
| 2001 | 500cc | Honda     | JPN -   | RSA -  | SPA -  | FRA 15  | ITA -   | CAT -   | NED -   | GBR -   | GER -   | CZE -   | POR -   | VAL -   | PAC -  | AUS -  | MAL -   | BRA -  | 1    | 27.º |
| 2002 | 250cc | Honda     | JPN Ret | RSA 17 | SPA 20 | FRA 17  | ITA Ret | CAT 22  | NED 18  | GBR 19  | GER Ret | CZE -   | POR -   | BRA -   | PAC -  | MAL -  | AUS -   | VAL -  | 0    | -    |

### Campeonato Mundial de Supersport

#### Carreras por año
(Carreras en negrita indica pole position, carreras en cursiva indica vuelta rápida)
| Año  | Equipo | 1     | 2     | 3      | 4       | 5       | 6      | 7      | 8       | 9      | 10     | 11     | 12     | 13 | Pts. | Pos. |
| ---- | ------ | ----- | ----- | ------ | ------- | ------- | ------ | ------ | ------- | ------ | ------ | ------ | ------ | -- | ---- | ---- |
| 2004 | Suzuki | SPA - | AUS - | SMR -  | ITA -   | GER Ret | GBR -  | GBR -  | NED Ret | ITA -  | FRA 16 |        |        |    | 0    | -    |
| 2005 | Honda  | QAT - | AUS - | SPA 17 | ITA Ret | EUR 15  | SMR 17 | CZE 17 | GBR Ret | NED 14 | GER 15 | ITA 17 | FRA 14 |    | 6    | 30.º |